# Ауґуста Ева Ерлендсдоуттір
Заголовок цієї статті — це ісландське ім'я, де Ауґуста Ева — особове ім'я, а Ерлендсдоуттір — ім'я по батькові. 
А́уґуста Е́ва Е́рлендсдоуттір (ісл. Ágústa Eva Erlendsdóttir; 28 липня 1982, Рейк'явік) — ісландська акторка та співачка.
Акторську майстерність вивчала в Парижі. З 2005 року виступає в комедійному шоу на ісландському телебаченні «Sjáumst með Silvíu Nótt». Характерною її роллю є образ ексцентричної Сільвії Найт. 2005 року за виконання цієї ролі Ауґусту було нагороджено ісландською кінопремією Edda Award. Постать Сільвії в Ісландії стала культовою.
2006 року акторка зіграла роль Еви Лінд в кінострічці Myrin режисера Балтасара Кормакура, за детективним романом письменника Арналдура Індрідасона. Того ж 2006 року Ауґуста з великим відривом перемогла у відбірковому конкурсі за право участі у пісенному конкурсі Євробачення. Вона виконувала пісню Til hemingju Island, яку перед виступом на Євробаченні було перекладено англійською мовою (Congratulations). В підсумку Ауґуста посіла 13-те місце у півфіналі конкурсу.